# Trichoniscus neapolitanus
Trichoniscus neapolitanus là một loài chân đều trong họ Trichoniscidae. Loài này được Verhoeff miêu tả khoa học năm 1952.